# SARSコロナウイルス2-ゼータ株
SARSコロナウイルス2-ゼータ株（サーズコロナウイルスツー ゼータかぶ、英語: SARS-CoV-2 Zeta variant、別名: 系統 P.2、系統 B.1.1.28.2、20B/S.484K）は、新型コロナウイルス感染症 (COVID-19) の原因ウイルスとして知られるSARSコロナウイルス2 (SARS-CoV-2) の変異株である。ブラジルのリオデジャネイロ州で最初に検出された。
世界保健機関 (WHO) は注目すべき変異株 (VOI) に指定し、WHOラベルではゼータ株 (Zeta variant) に分類していたが、2021年7月にVOIから除外された。
E484K変異は含まれているが、N501Y及びK417T変異は含まれていない。また、マナウスのガンマ株（系統 P.1）に直接関係することはなく、リオデジャネイロで独立して進化したと考えられる。

## 分類

### 命名
2020年4月、この系統がブラジルのリオデジャネイロ州で初めて記録され、後に系統 P.2 (lineage P.2) と命名された。2021年5月末、WHOは懸念される変異株 (VOC) や注目すべき変異株 (VOI) にギリシャ文字を使用する新しい方針を導入した後、系統 P.2に対しゼータ (ζ:Zeta) のラベルを割り当てた。

### 変異
ゼータ株のゲノムには、E484K・D614G・V1176Fの3つのアミノ酸変異があり、これらはすべてウイルスのスパイクタンパク質コードに含まれている。アメリカ疾病予防管理センター (CDC) によると、F565Lはすべてではないが、一部のゼータ変異株配列で検出されている。

スパイクタンパク質に焦点を当てたSARS-CoV-2のゲノムマップ上にプロットされたゼータ株のアミノ酸変異[7]。